# 미켈 샤넌 젠킨스
미켈 섀넌 젱킨스(Mykel Shannon Jenkins, 1969년 7월 3일 ~ )는 미국의 배우, 영화 제작자, 영화 감독, 각본가이다.

## 출연 작품
- 투 울브스 (2017년)
- 끝에서 시작되다 (2017년) - B.B. 역
- 스페이스 워 (2016년) - 닥터 올슨 역
- 마지막 강도사건 (2016, The Last Heist)
- 더 마스크드 세인트 (2016년)
- 더 가즈 (2015년)
- 할리우드 카오스 (2013년)
- 시카고 8 (2011년)
- 루이스 (2010년)
- 언디스퓨티드 3 (2010년)
- 드리프터: 헨리 리 루카스 (2009년)
- 에너미 라인스 2 - 악의 축 (2006년)
- 럭키 유 (2006년)
- 브리트니의 일상탈출 (2004년)
- 갱 워즈 (2004년)
- 미스터 3000 (2004년)
- 볼러 브록킨 (2000년)
- 더블 크라임 (1999년)

### 출연 작품
- 어글리 베티 (2006년)
- 비앤비 (1987년)